# Avers
Avers (af latin adversus) er forsiden af en mønt, en medalje, en orden, et segl, et flag eller et spillekort. Den modsatte side, bagsiden, kaldes i flere af tilfældene revers.
Man kan støde på forskellige opfattelser af, hvad der er for og bag. For mønters vedkommende vil siden med en herskers portræt være forsiden (avers).
Når en beslutning skal afgøres ved møntkast, taler vi på dansk om »plat eller krone«, hvor platsiden er med regentens billede (avers), og 'krone' er reverssiden.
På tysk hedder det ved Münzwurf (møntkast) »Kopf oder Zahl« (hoved eller tal), hvor avers er med herskerens portræt (hoved) og revers med tal (beløbsangivelsen). Tidligere, da der var en ørn på bagsiden (revers), hed det »Kopf oder Adler« (hoved eller ørn). I litteraturen findes begge udtryk og andre.